# 小日本主義
小日本主義（しょうにほんしゅぎ）は、1910年代から1920年代の日本で経済雑誌『東洋経済新報』に拠る三浦銕太郎・石橋湛山らが主張した外交思想。当時の国策の主流であった「大日本主義」を批判するものとして提唱され、政治的・経済的自由主義と結びついていた点に特徴がある。満韓放棄論とも言い、また、より範囲を限定して満州放棄論とも呼ばれる。

## 概要
小日本主義の体系は19世紀後半よりイギリスで盛んになった「小イギリス主義」（Little Englandism）を模範としている。大植民地帝国であった大英帝国は、実は19世紀末にはインドを初めとした植民地が経営上「赤字」に転落していたといわれ、それと同様でしかもさらに国力が微弱な日本は朝鮮、台湾などの植民地経営を行っても行政コストなどの面でやはり「出超」となり無駄が多く、それらの領有を放棄し独立させ、「主権線」としては内地すなわち日本本土のみの軍事負担も小さい「通商国家」として繁栄を謳歌しよう、という思想であった。

## 歴史的展開

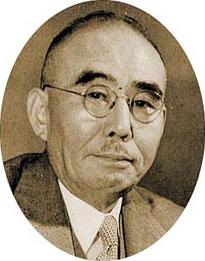
石橋湛山

『東洋経済新報』は、日露戦争後の「三悪法反対運動」（1906年 - 1908年）以降、軍拡財政への反対を主張するようになり、第3代主幹（1907年 - 1912年）の植松考昭のもと、普通選挙の実施と労働者の権利保障を唱道した。
植松の急死後、主幹に就任した三浦銕太郎のもとで『新報』は、辛亥革命で動揺する中国への内政非干渉を主張した。また同時期の大正政変では、軍拡路線の元凶である「帝国主義」的国策を否定し、1913年に掲載された論説「大日本主義乎小日本主義乎」では、軍国主義・専制主義・国家主義からなる「大日本主義」に対し産業主義・自由主義・個人主義を3つの柱とする「小日本主義」が提唱された。
三浦はまた「満州放棄論」・「移民不要論」を主張し、第一次世界大戦中には日本の青島占領と21ヵ条要求に反対した。日本の植民地統治に関しては、1910年代前半には軍国主義財政批判および保護貿易主義の側面から朝鮮政策を批判し、1910年代半ば以降は植民地を本位とした全面的な政策批判を展開した。
三浦による「小日本主義」の主張は1920年代に至って彼を継承して主幹となった石橋湛山のもと、植民地全面放棄論に発展した。1919年、三・一運動に際して湛山が執筆した社説「鮮人暴動に対する理解」は、「鮮人暴動」すなわち三・一運動を世界的規模での新しい民族運動の一環として位置づけ、「凡（およ）そ如何なる民族と雖（いえども）、他民族の属国たることを愉快とする如き事実は古来殆どない」として民族自決を原理的に承認した。
また運動の原因を、朝鮮人による「独立自治の要求」に基づくものとの認識を示し、日本の植民地支配それ自体を問題とし、彼らの反抗を緩和する方法は自治付与しかないと結論づけたものである。この主張は「小日本主義」を民族自決主義に基づく植民地政策批判へと一歩前進させるものであった。
石橋はさらに、ワシントン会議直前の1921年に社説「一切を捨つるの覚悟 - 太平洋会議に対する我が態度」を発表し、ワシントン会議の主題が「軍備縮小」であるとともに「植民地問題」でもありうるとの認識を示し、同会議において日本が英米に対し優位に立ち会議で主導権を握る政策とは、軍備縮小の提案と「一切を捨つるの覚悟」であると結論づけた。これは朝鮮・台湾などに「自由」を許容し、満州・山東など中国に存在する日本の特殊権益を一切放棄するとの主張を含み、全面的な「植民地放棄論」に到達したものであった。その直後に書かれた社説「大日本主義の幻想」では東アジアにおける「大日本主義」の経済的「無価値」を説き、日本の自立にとって植民地が経済的・軍事的に必要であるとする主張に反論している。
また、列強が広大な領土・植民地を有しているのに日本のみがそれを棄てよというのは不公平である、との主張に対しては、たとえば英国のインド支配（イギリス領インド帝国）は、英国にとって「大いなる経済的利益」があると評価し、反面「朝鮮・台湾・樺太ないし満州」は日本にとって経済的利益になっていないと主張した。その上で、日本の発展にとって必要なのは領土よりもむしろ資本であり、経済進出に重点を置くべきであると批判した。その上で、中国・台湾・朝鮮に対し「自由解放」の政策を実施し、より親密な関係を構築するべきと主張した。
このように、石橋の小日本主義は植民地支配そのものの否定ではなかったが、植民地放棄を公然と主張したインパクトは小さくないものがあった。